# Journey to the Centre of the Earth
Journey to the Centre of The Earth è il secondo album solista del tastierista inglese Rick Wakeman. Pubblicato nel 1974, è basato sul racconto di Jules Verne Viaggio al centro della Terra ed è stato registrato dal vivo alla Royal Festival Hall a Londra, il 18 gennaio 1974.
Si dice che Wakeman dovette vendere alcuni dei suoi beni ed ipotecare la sua casa per registrare il disco. Non poté usufruire dello studio di registrazione a causa del suo ristretto budget. Originariamente questo lavoro aveva una maggior durata, ma alcune parti dovettero essere tagliate e ridoppiate dal momento che l'orchestra era costosa e Wakeman non poteva permettersi di ri-registrare queste parti; alcune sezioni di testo sono state eliminate.
Dopo la registrazione, A&M UK non desiderava più produrre l'album, così Rick convinse A&M USA a farlo. Questo è stato il primo album Quadraphonic (Surround Sound) della A&M ad usare il sistema CD-4. L'album è disponibile in versione DVD, da incisione originale presso Sidney Myer Music Bowl a Melbourne, Australia (1975) e in una successiva versione studio (senza orchestra) registrata per la compilation Yes Story. Di solito l'album compare assieme ad alcuni dei seguenti brani (sebbene non sempre in questo ordine): Catherine Parr, Guinevere, Journey to the Centre of the Earth, Catherine Howard, Merlin the Magician (o Merlyn the Magician), Anne Boleyn, Reprise from The Forest, The Forrest (sic), Journey, e The Lost End Journey Documentary.
Insieme a The Six Wives Of Henry VIII e The Myths And Legends Of King Arthur And The Knights Of The Round Table, questo album è generalmente considerato come il miglior lavoro di Wakeman. Journey To The Centre Of The Earth è composto da numerosi arrangiamenti progressive rock eseguiti con l'ausilio di un'orchestra sinfonica e di un coro. Come detto all'inizio di questa voce, i testi sono basati sul libro di Jules Verne. L'abilità di Wakeman nel dominare più sintetizzatori contemporaneamente è mostrata nei numerosi assolo e nelle sezioni di accompagnamento dei brani orchestrali. Nel corso dell'esecuzione, Wakeman utilizza principalmente sintetizzatori analogici Moog, un pianoforte elettrico Fender Rhodes, un Clavinet e un clavicembalo elettrico. Alcuni brani dell'opera sono stati utilizzati nel film Journey To The Centre Of The Earth. A seconda della performance, l'opera può durare dai 30 ai 40 minuti. Nell'edizione pubblicata nel primo disco di The Yes Story: The Gold Collection (un compilation degli Yes) la durata è di 31 minuti e 52 secondi, mentre la registrazione live del 1975 dura esattamente 40 minuti.
Wakeman riprende nella parte finale dell'opera alcune battute tratte da "In The Hall Of The Mountain King", di Edvard Grieg, adattandole con l'uso di sintetizzatori, orchestra, chitarra saturata (guitar overdriven), e percussioni. Lo stesso Wakeman cita il brano di Grieg all'interno della doppia copertina dicendo: "Because I stole a few bars" ("...perché gli ho rubato alcune battute"").
Wakeman fu colpito da un infarto di lieve entità nel corso di un'intervista rilasciata subito dopo l'uscita dell'album. A seguito di ciò fu ricoverato in ospedale e, nel corso della convalescenza, il componente (e fondatore) degli Yes Jon Anderson gli porse visita.
Journey to the Centre of the Earth è stato il primo album di Wakeman a contenere delle sezioni cantate. Insieme a Gary Pickford-Hopkins, il cantante presente nell'incisione live del 1974 è Ashley Holt, che apparirà spesso nei successivi album di Wakeman.

## Tracce
1. The Journey/Recollection - 21:10
2. The Battle/The Forest - 18:57

## Formazione
- Rick Wakeman (tastiere, pianoforte)
- Gary Pickford-Hopkins, Ashley Holt (voci)
- David Hemmings (narrazione)
- Mike Egan (chitarra)
- Roger Newell (basso)
- Barney James (batteria)
- Orchestra Sinfonica di Londra
- The English Chamber Choir
- David Measham (direttore)